# Soresina
Pour l’article homonyme, voir Alberto Soresina.
Soresina est une commune italienne de la province de Crémone, dans la région Lombardie.

## Administration
| Période                                  | Période | Identité | Étiquette | Qualité |
| ---------------------------------------- | ------- | -------- | --------- | ------- |
|                                          |         |          |           |         |
| Les données manquantes sont à compléter. |         |          |           |         |

### Hameaux
Olzano, Moscona, Dossi Pisani, Ariadello

### Communes limitrophes
Annicco, Cappella Cantone, Casalmorano, Castelleone, Cumignano sul Naviglio, Genivolta, Trigolo